# Carlos Espósito
Carlos Antonio Espósito Gigliotti es un exfutbolista argentino, que se desempeñaba como delantero. Tuvo pasos importantes por el fútbol de Chile, Perú y Venezuela.

## Trayectoria
Llegó al Chile en los años 80, para jugar por el modesto Lota Schwager, club donde anotaría 11 goles.
En 1982, saldría campeón con el cuadro de Universitario de Deportes pero individualmente solo anotaría 4 goles.
Jugó también la Copa Libertadores 1983, anotando 1 gol para el equipo crema.
A mitad de 1983 jugaría en CD Castellón de España con poco éxito, estuvo hasta 1984.
Finalmente, termina su carrera jugando para el Caracas FC en el año 1990.

## Clubes
| Club                      | País      | Año         |
| ------------------------- | --------- | ----------- |
| Vélez Sarsfield           | Argentina | 1974 - 1976 |
| Deportivo Italiano        | Argentina | 1977 - 1978 |
| Lanús                     | Argentina | 1979        |
| Lota Schwager             | Chile     | 1980        |
| La Serena                 | Chile     | 1981        |
| RWD Molenbeek             | Bélgica   | 1982        |
| Universitario de Deportes | Perú      | 1982 - 1983 |
| CD Castellón              | España    | 1983 - 1984 |
| Deportivo Municipal       | Perú      | 1985        |
| Lawn Tennis               | Perú      | 1986        |
| San Agustín               | Perú      | 1986 - 1987 |
| Juan Aurich               | Perú      | 1988        |
| Caracas FC                | Venezuela | 1989 - 1990 |

## Palmarés

### Campeonatos nacionales
| Título           | Club                      | País | Año  |
| ---------------- | ------------------------- | ---- | ---- |
| Primera División | Universitario de Deportes | Perú | 1982 |
| Primera División | San Agustín               | Perú | 1986 |